# Naturschutzgebiet Binnendünen bei Siegenburg und Offenstetten
Die Binnendünen bei Siegenburg und Offenstetten sind ein Naturschutzgebiet und Fauna-Flora-Habitat (FFH) in Abensberg und Siegenburg im niederbayerischen Landkreis Kelheim in Bayern.

## Lage
Das Naturschutzgebiet (NSG) ist in zwei Teile aufgeteilt. Das kleinere (9 ha) NSG befindet sich etwa 4,2 Kilometer östlich von Abensberg und der größere Teil (18 ha) befindet sich etwa 1,2 Kilometer westlich von Siegenburg. Der Anteil bei Siegenburg ist Bestandteil des Landschaftsschutzgebietes Landschaftsschutzgebiet Dürnbucher Forst im Altlandkreis Kelheim und beide Teile sind Bestandteil des deckungsgleichen FFH-Gebiets Naturschutzgebiet ‚Binnendünen bei Siegenburg und Offenstetten‘.

## Beschreibung
Das etwa 25 ha große Areal ist ein Flugsand-, Decksand- und Terrassensandvorkommen in Bayern. Nach der letzten Eiszeit war der Boden in Mitteleuropa wegen des nur schütteren Bewuchses unzureichend vor Erosion geschützt. Leichtgewichtige Sandkörner wurden ausgeblasen und hier zu mächtigen, noch heute bis zehn Meter hohen Längsdünen auf dem Weißjura-Untergrund aufgehäuft. Bis zur Bewaldung der Dünen waren sie ständig in Bewegung. Heute ist der größte Teil der Sanddünen von Kiefernwäldern bedeckt, in denen einige stark bedrohte Pflanzen wachsen. Die frühere Nutzung der Wälder, das Herausrechen von Einstreu für die Viehställe, trug dabei wesentlich zur Nährstoffarmut des Standortes bei. Besonders augenfällig sind die Lebensbedingungen des Sand-Standortes auf den baumfreien, offenen Bereichen mit Silbergrasfluren und Flechtenteppichen. Hier finden sich Frühlings-Spark, Sandstrohblume und Blauflügelige Sandschrecke. Charakteristisch für das Gebiet sind auch Vorkommen von Flachbärlappen und Wintergrün-Arten. Gebietsspezifische FFH-Lebensraumtypen sind Dünen mit offenen Grasflächen mit Corynephorus und Agrostis und Kiefernwälder der sarmatischen Steppe. Als Arten gemäß Artikel 4 der Vogelschutzrichtlinie sind im Gebiet laut Standarddatenbogen der Ziegenmelker, der Neuntöter sowie die Heidelerche gemeldet.

## Geotop
Die Dünen sind vom Bayerischen Landesamt für Umwelt als bedeutende Geotope Dünen W von Siegenburg (273R012) und Dünen im Seeholz NW von Offenstetten ( 273R011) ausgewiesen. Ein Großteil der Dünen sind hier als Strichdünen ausgebildet, die sich parallel zur herrschenden Windrichtung in West-Ost-Richtung ausgebildet haben. Es sind aber auch Quer- und Sicheldünen zu finden.
Das Naturschutzgebiet wurde am 1. Dezember 1984 ausgewiesen.

## Bildergalerie

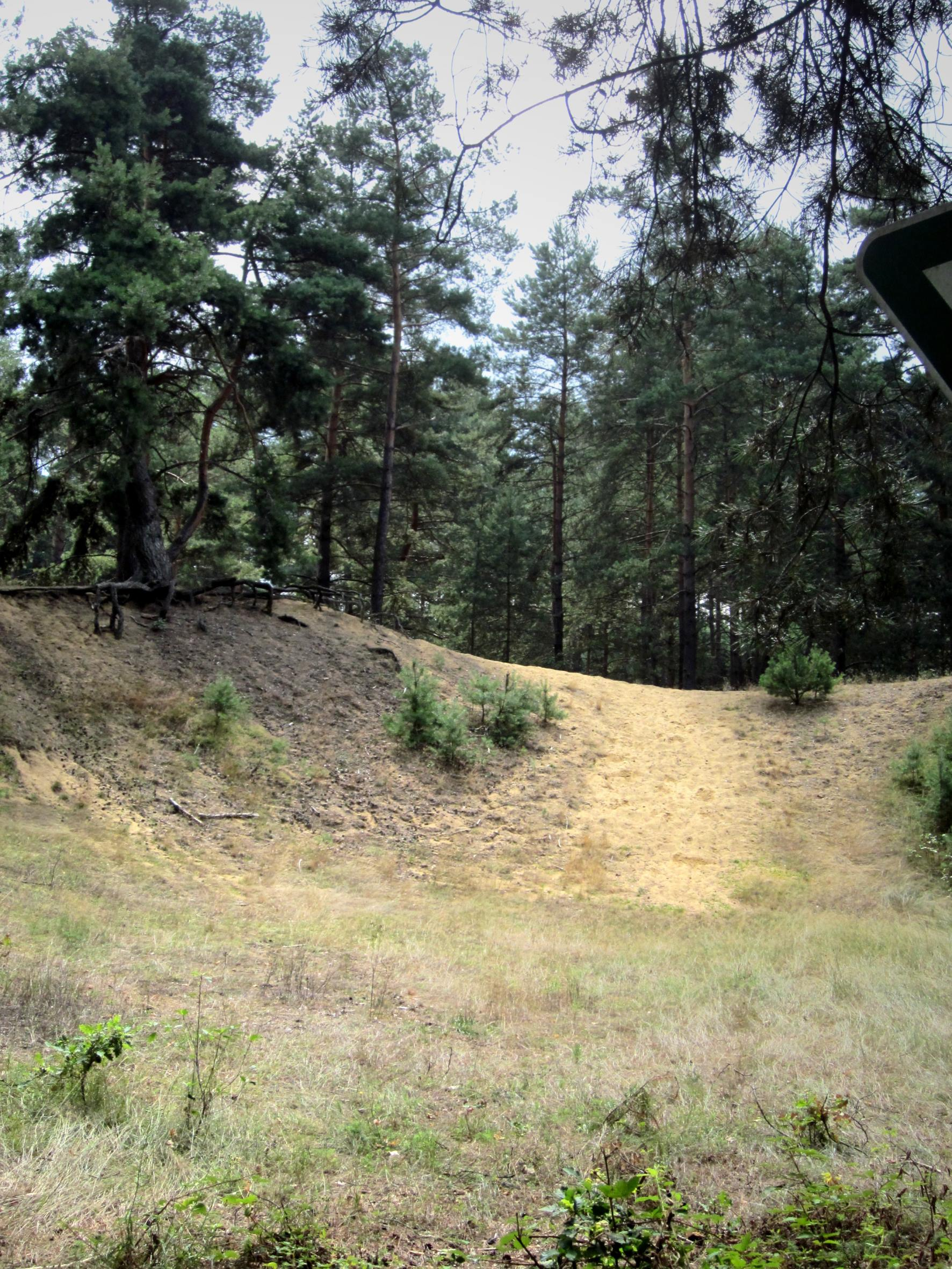
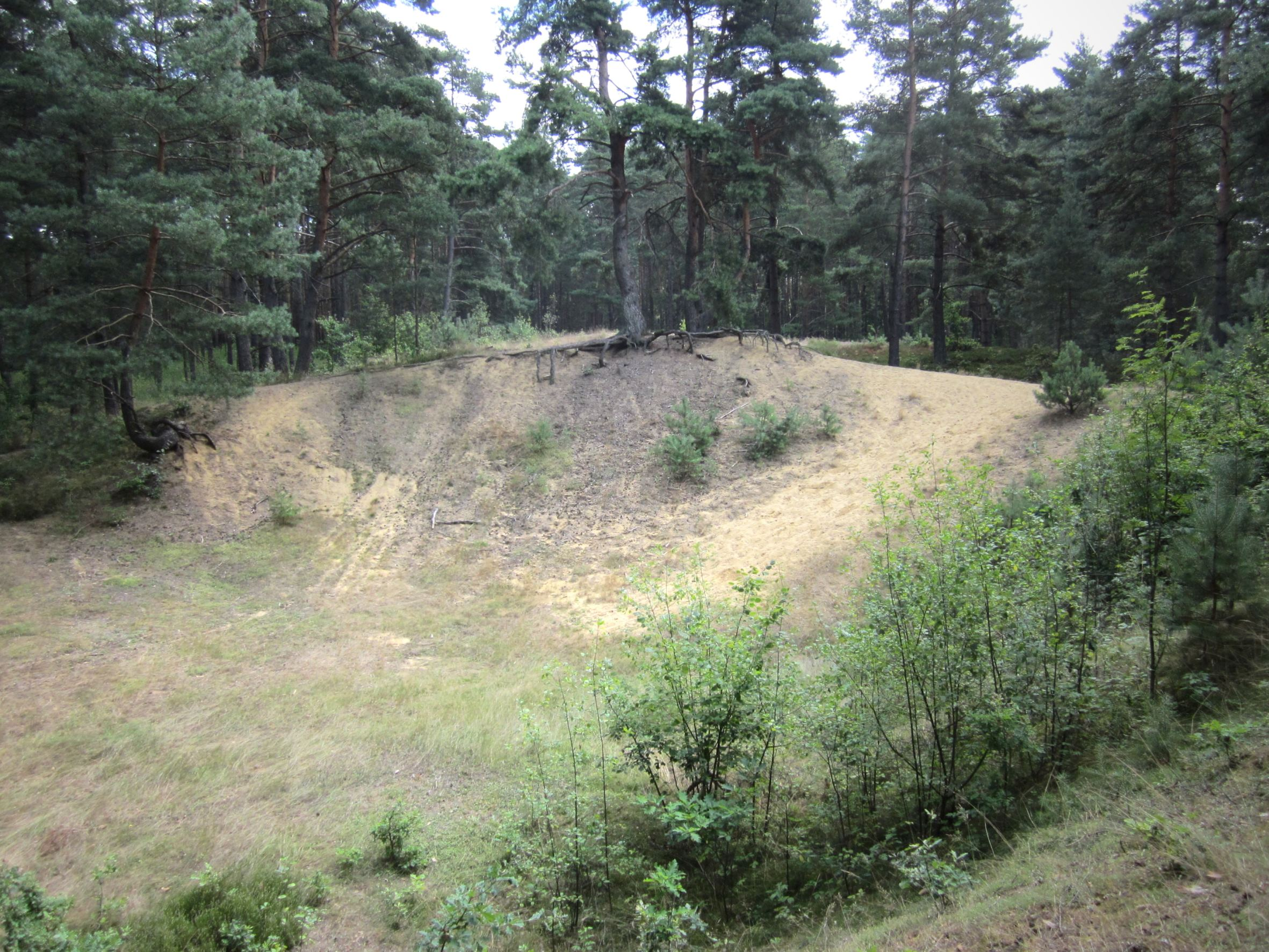
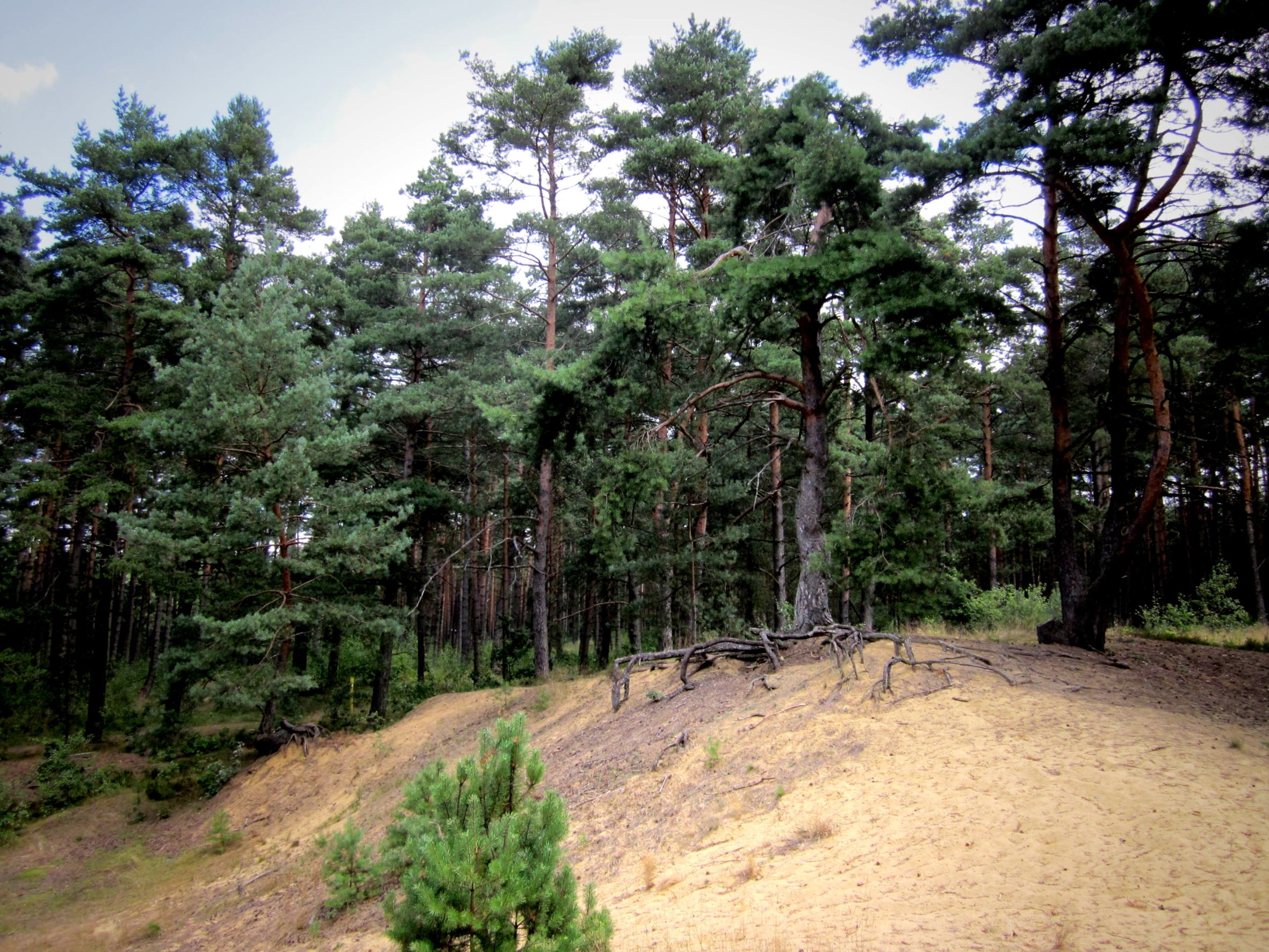